# Джемаль, Хасан
Хасан Джемаль (тур. Hasan Cemal; род. 1944, Стамбул, Турция) — турецкий журналист и писатель. Внук одного из главных организаторов геноцида армян Ахмеда Джемаль-паши. Известен тем, что изначально являлся отрицателем геноцида армян, однако со временем, изучая вопрос, стал сторонником его принятия.

## Биография
Хасан Джемаль родился в 1944 году в Стамбуле. После получения начального образования поступил на факультет политических наук университета Анкары, который успешно окончил в 1965 году. Спустя четыре года, в 1969 году, начал журналистскую деятельность еженедельном журнале «Деврим» («Революция»). С 1973 по 1992 год являлся сотрудником, а с 1981 года главным редактором ежедневной газеты левоцентристского толка «Джумхуриет» («Республика»). В период с 1992 по 1998 год печатался на первой странице газеты «Sabah». C 1998 года по 2013 год работал обозревателем в газете «Milliyet». Брал интервью у лидера Рабочей партии Курдистана Абдуллы Оджалана. Уволился из газеты, когда редакция прекратила публиковать его колонку после критики материала Джемаля премьер-министром Эрдоганом.

## Геноцид армян
Хасан Джемаль, будучи внуком одного из главных организаторов геноцида армян Ахмеда Джемаль-паши, изначально поддерживал политику Турции в деле отрицания геноцида армян, однако со временем пересмотрел свои взгляды, став сторонником признания геноцида армян. В марте 2007 года турецкий писатель принял участие в мероприятии «Из Дер Зора в Цицернакаберд», организованного Всеобщим армянским благотворительным союзом. Через год, в 2008 году, Хасан Джемаль посетил мемориальный комплекс Цицернакаберд в Ереване, где сформулировал свою позицию, сказав:
Отрицать Геноцид армян значит быть соучастником этого преступления против человечества
Хасан Джемаль, помимо журналистский деятельности, является автором ряда книг. В 2012 году им была написана книга «1915: Геноцид армян», в ней он описал эволюцию своей позиции, которая начиналась с отрицания геноцида, но закончилась его публичным признанием. После выхода в свет книга стала бестселлером, вызвав небывалый ажиотаж в турецкой прессе.

## Работы
- 1915: Геноцид армян (2012)[5]
- Вход Мир безопасности (2011)
- Военные проблемы Турции (2010)
- Любовь к республике (2005)
- Курды (2004)
- Не сердись, я писал о себе (1999)
- История Озала (1989)
- День захвата заложников(1987)
- Страх демократии (1986)
- Проснувшийся танк (1986)